# James Douglas-Hamilton, 4:e hertig av Hamilton

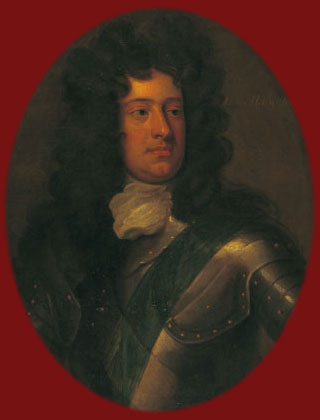
James Douglas-Hamilton, 4:e hertig av Hamilton.

James Douglas-Hamilton., 4:e hertig av Hamilton, 1:e hertig av Brandon, född 1658, död 1712, var en skotsk adelsman, bror till George Douglas-Hamilton, 1:e earl av Orkney, son till William Douglas-Hamilton, hertig av Hamilton, far till James Douglas-Hamilton, 5:e hertig av Hamilton.
Hamilton, som förde titeln earl av Arran, till dess han 1698 för sin ätt erhöll ärftlig hertigvärdighet av Hamilton, var under drottning Annas regering ledare för det nationella partiet i Skottland och motarbetade med mycken iver alla förslag om union med England. 
Hans obeslutsamhet förmådde honom emellertid att avstyra planen att möta unionsbeslutet med en jakobitisk resning 1707. År 1711 upphöjdes han till brittisk peer som hertig av Brandon. 
Hamilton dödades året därpå av lord Mohun i en duell, som på sin tid väckte ofantligt uppseende och har skildrats i Thackerays "Esmond". Den yngste av Hamiltons många bröder var far till den bekante diplomaten och arkeologen sir William Hamilton, make till Nelsons älskarinna.